# Weihnachtspullover

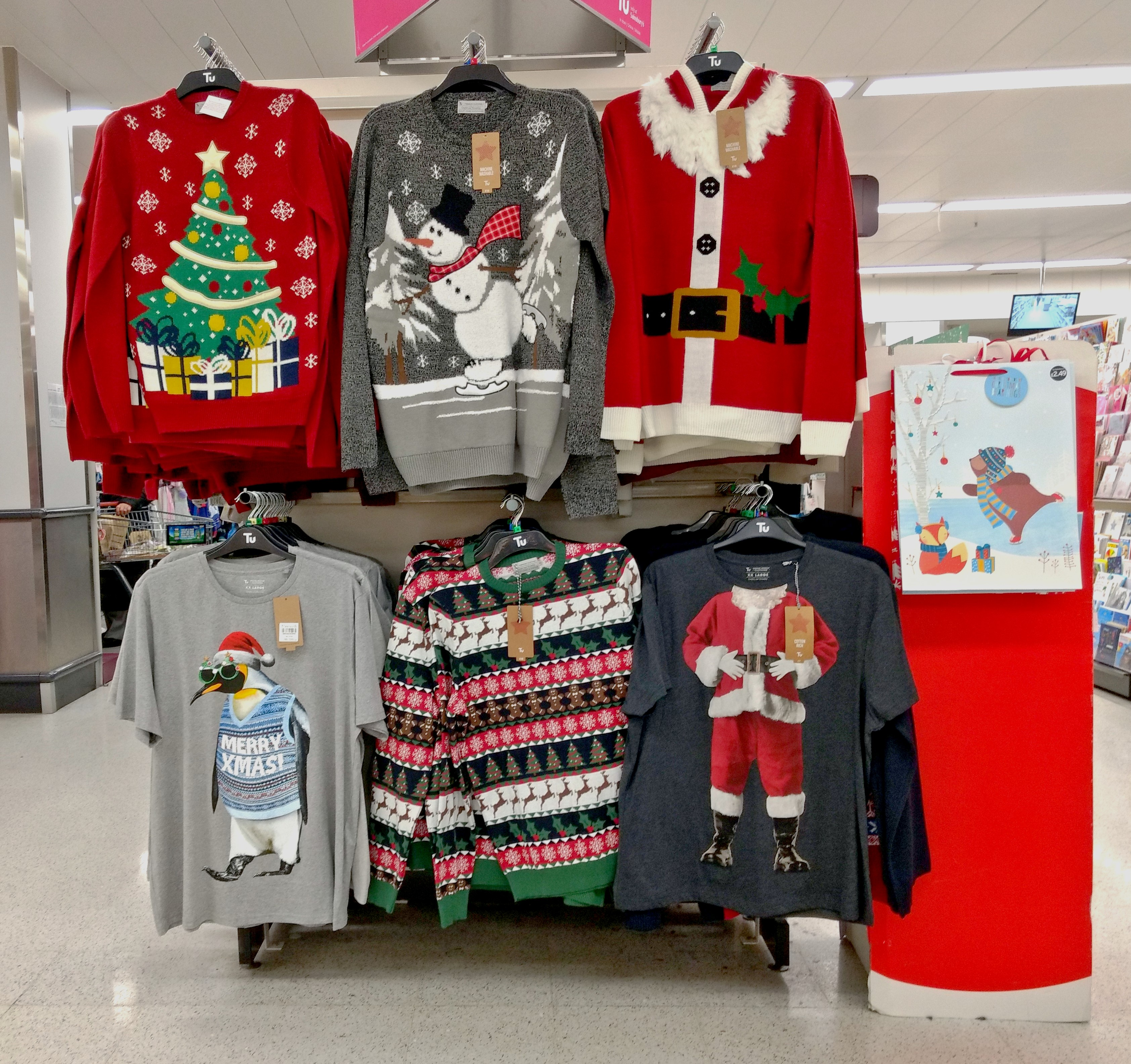
Sortiment von Weihnachtspullovern in einem britischen Kaufhaus, 2016

Ein Weihnachtspullover ist ein Pullover, der mit Weihnachts- oder Wintermotiven gestaltet ist.

## Geschichte
In den 1980er Jahren begannen Showgrößen im Weihnachtsprogramm des britischen Fernsehens mit Strickpullovern aufzutreten, auf deren Vorderseite Weihnachtsmotive zu sehen waren. In den 1990er und 2000er Jahren entwickelte sich dieses Kleidungsstück im angelsächsischen Raum zu einem Scherzartikel, spätestens 2001, als der Schauspieler Colin Firth in dem Film Bridget Jones – Schokolade zum Frühstück in einem Weihnachtspullover erschienen war, dessen Vorderseite die Darstellung eines großen Elchkopfs aufwies. Daraus entstand der Modetrend oder Kult des „hässlichen Weihnachtspullovers“ (Englisch: ugly Christmas jumper oder ugly Christmas sweater), der nach Ansicht von Fachleuten – etwa der Zeitschrift Textilwirtschaft, des Deutschen Mode-Instituts und des Bundesverbands des Deutschen Textileinzelhandels – seit Mitte der 2010er Jahre auch im deutschsprachigen Raum angekommen ist.